# Agter
Agter er i skibsterminologi betegnelsen for bagude (agterud), bageste del af skibet, og hækken er den del af skibet som rager agter ud over vandlinjen.
Achter (præposition) er det hollandske og plattyske ord for: bag ved, bag.